# 마운트 앤 블레이드
《마운트 앤 블레이드》(Mount & Blade)는 터키의 회사 테이블월즈가 개발하고, 스웨덴의 기업 패러독스 인터랙티브가 배급한 마이크로소프트 윈도우용 중세 액션 롤플레잉 게임이다. 최초 버전은 2008년 9월 16일 북아메리카에 출시되었으며, 그 뒤로 사흘 뒤에 유럽에 출시되었다.
후속작 《마운트 앤 블레이드: 워밴드》는 2010년 3월에 출시되었고, 《불과 검으로》(With Fire and Sword)라는 소설을 바탕으로 한 《마운트 앤 블레이드: 위드 파이어 앤 스워드》는 2011년 5월에 출시되었다. 다른 후속작인 《마운트 앤 블레이드 II: 배너로드》는 현재 개발 중이다.

## 평가
| 통합 점수  | 통합 점수           |
| 통합사     | 점수                |
| ---------- | ------------------- |
| 게임랭킹스 | 73% (27 reviews)    |
| 메타크리틱 | 72/100 (27 reviews) |
| 평론 점수  |                     |
| 평론사     | 점수                |
| 유로게이머 | 5/10                |
| 게임프로   | [ 4 ]               |
| 게임스팟   | 6/10                |
| IGN        | 8/10                |
| PC 존      | 62/100              |
| en:Pelit   | 88/100              |
| PC Advisor | [ 9 ]               |

| 수상      | 수상                                                  |
| 평론사    | 수상                                                  |
| --------- | ----------------------------------------------------- |
| 게임프로  | Editor's Choice                                       |
| en:Mod DB | Best Indie Game (Editor's Choice and Player's Choice) |
| IGN       | PC Editors' Favorites of 2008                         |